# Кульфи
Кульфи́ — традиционный индийский десерт, который нередко называют «индийским мороженым».

## История и описание
Слово «кульфи» происходит от персидского qulfi (перс. قلفی‎), что означает «закрытый горшок» или «закрытый сосуд». Десерт, вероятно, появился в Индии в XVI веке как часть придворной кухни правителей империи Великих Моголов. Как и многие другие блюда современной индийской кухни, кульфи представляет собой оригинальную адаптацию блюд, первоначально возникших на Ближнем Востоке, в особенности в Персии и Османской империи. Ближайшим аналогом кульфи является традиционное персидское мороженое бастани.
Чтобы приготовить кульфи, подслащённое, ароматизированное молоко уваривают на медленном огне. Молоко почти непрерывно перемешивают, чтобы предотвратить его прилипание к кухонной посуде. Медленное приготовление карамелизует сахар, придавая кульфи характерный вкус. Затем смесь разливают в формы (сегодня формы для кульфи чаще всего имеют форму конуса) и погружают форму охлаждаться в ящик со льдом (ранее лёд для этой цели привозили в Дели с южных отрогов Гималайских гор и сохраняли в специальных ледниках; сегодня для охлаждения кульфи сгодится и обычный морозильник).
В результате получается замороженный молочный десерт однородной консистенции, более плотный, чем европейское мороженое. Это связано с тем, что смесь для приготовления кульфи не взбивают, а уваривают. В результате, из-за плотности кульфи, оно тает медленнее, чем обычное мороженое.
Традиционно при приготовлении кульфи использовались такие ароматизаторы, как шафран, розовая вода, кардамон и фисташки, а также сахар местного, индийского производства. Первоначально кульфи было очень дорогой, придворной сладостью, что, в первую очередь, было связано со сложностями создания замороженного десерта в жарком климате. Сегодня кульфи широко распространено в Индии и соседних странах: Пакистане, Бангладеше, Непале, а также в местах проживания индийской диаспоры. Ассортимент ароматизаторов для него значительно расширился, заимствовав многие вкусы, характерные для западного мороженого, однако традиционные для кульфи вкусы также продолжают пользоваться устойчивой популярностью.
Кульфи можно есть на улице, как мороженое на палочке — эскимо, или же сервировать его на тарелке. При такой подаче кульфи нередко дополняется сладким топпингом и посыпками (например, посыпкой из орехов).
Хотя сегодня кульфи ассоциируется в первую очередь с конической эскимообразной формой, более традиционным считается вариант, при котором приготовленную смесь заливали в керамические горшочки, закрывали их и замораживали во льду (отсюда, вероятно, и название). Иногда кульфи и сегодня подают в порционных керамических горшочках, нередко украсив посыпкой из толчёных орехов. Сходным образом сервируется и традиционный индийский рисовый пудинг — фирни (кхир).

## Галерея

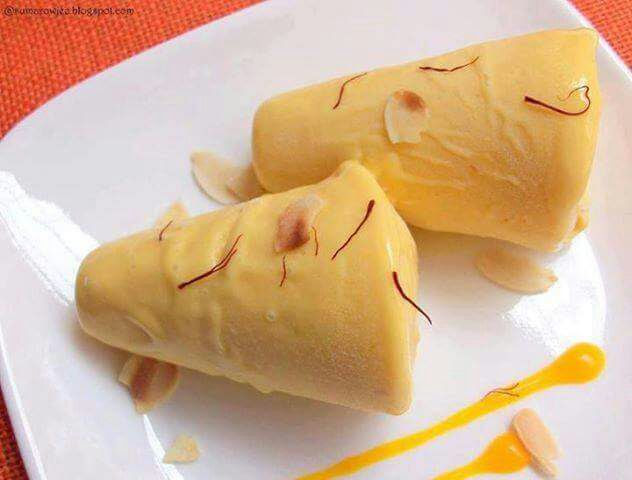
Кульфи со вкусом манго и шафрана, посыпанное лепестками миндаля
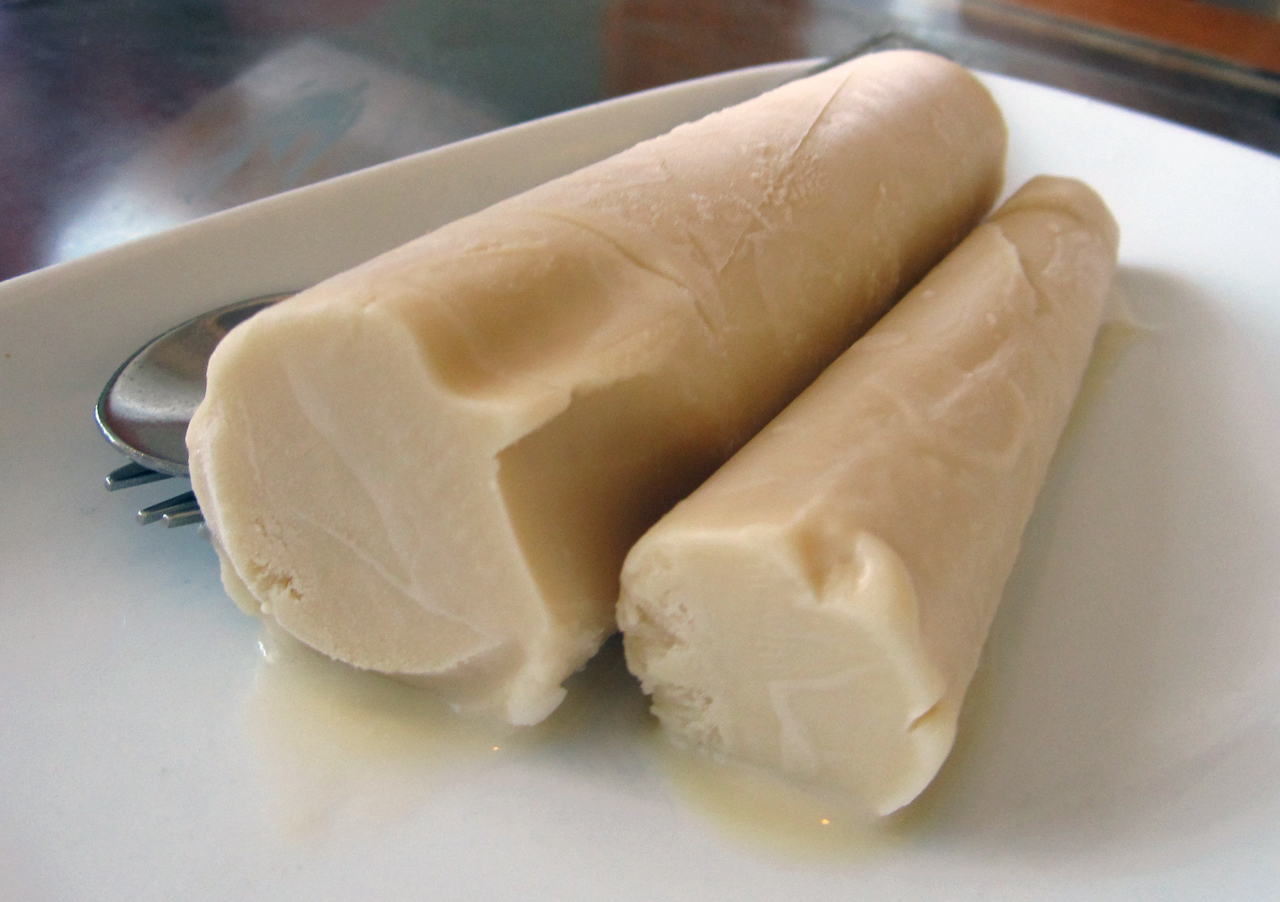
Простое кульфи, приобретённое в Мьянме
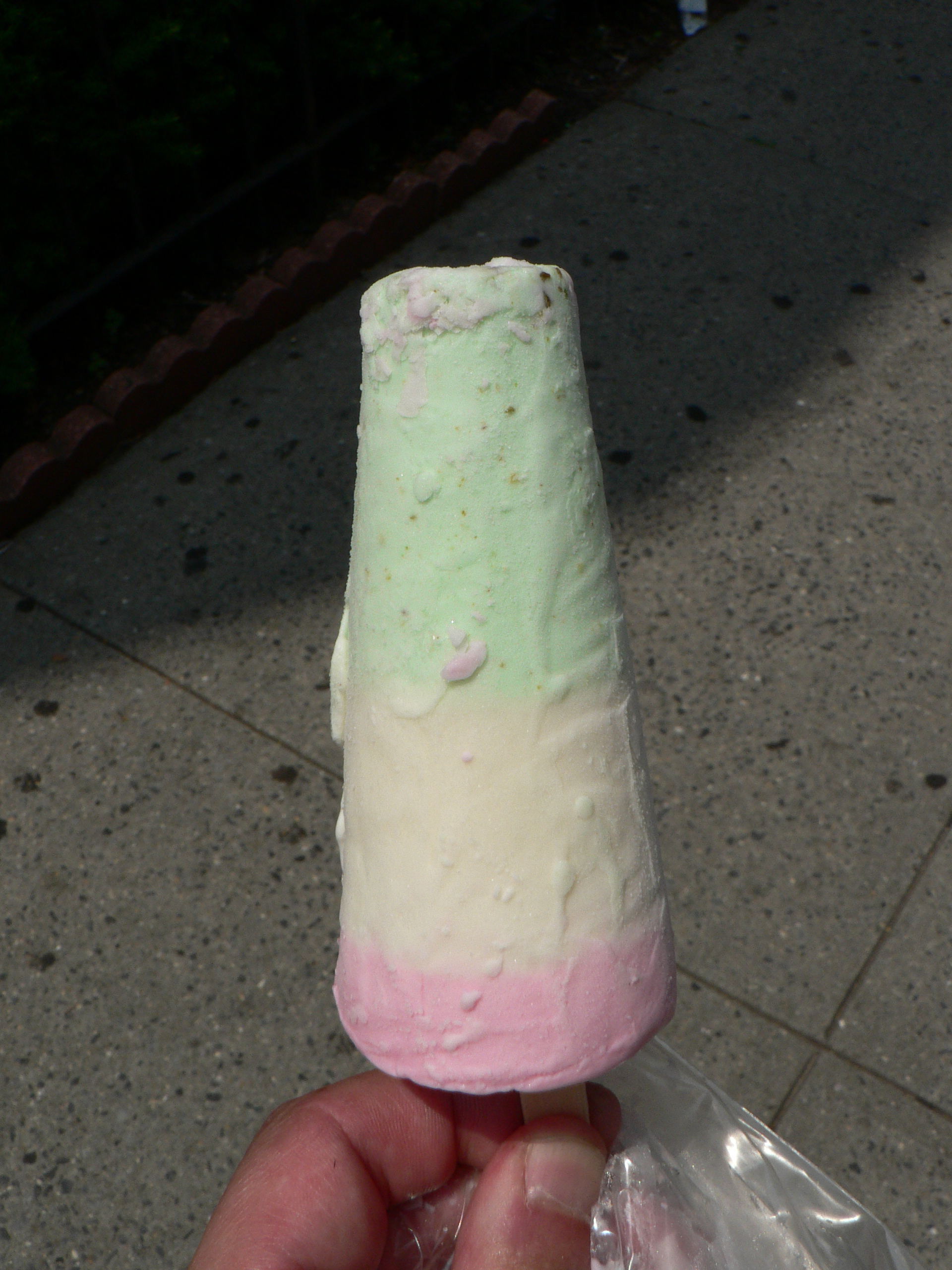
Трёхслойное кульфи со вкусами фисташки, ванили и розовой воды
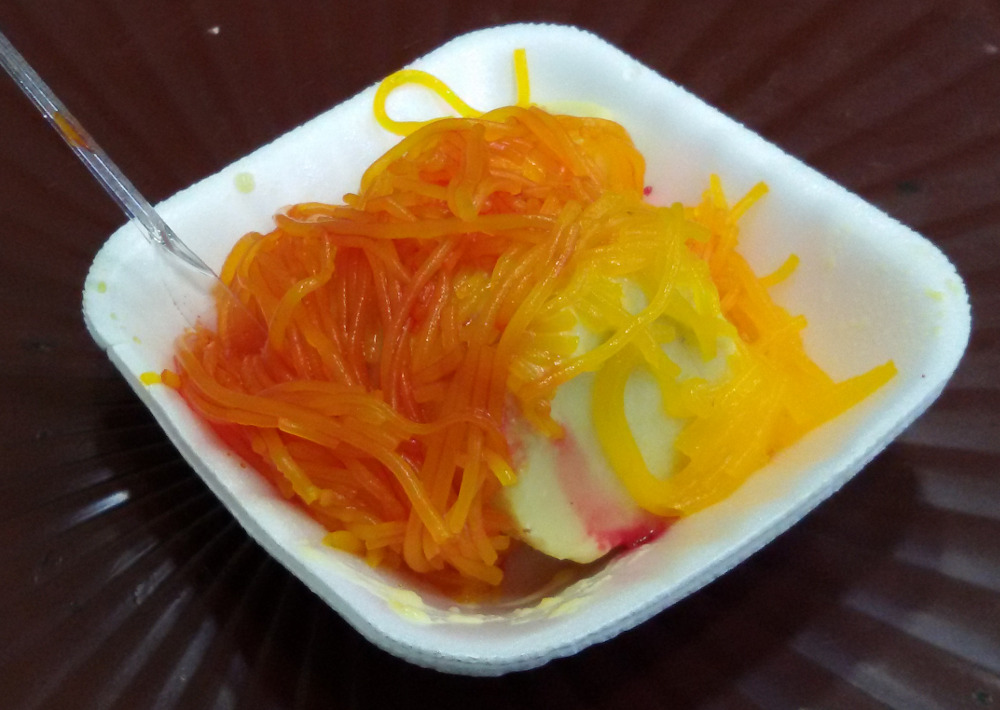
Кульфи, сервированное со сладкой вермишелью (из фалуды)
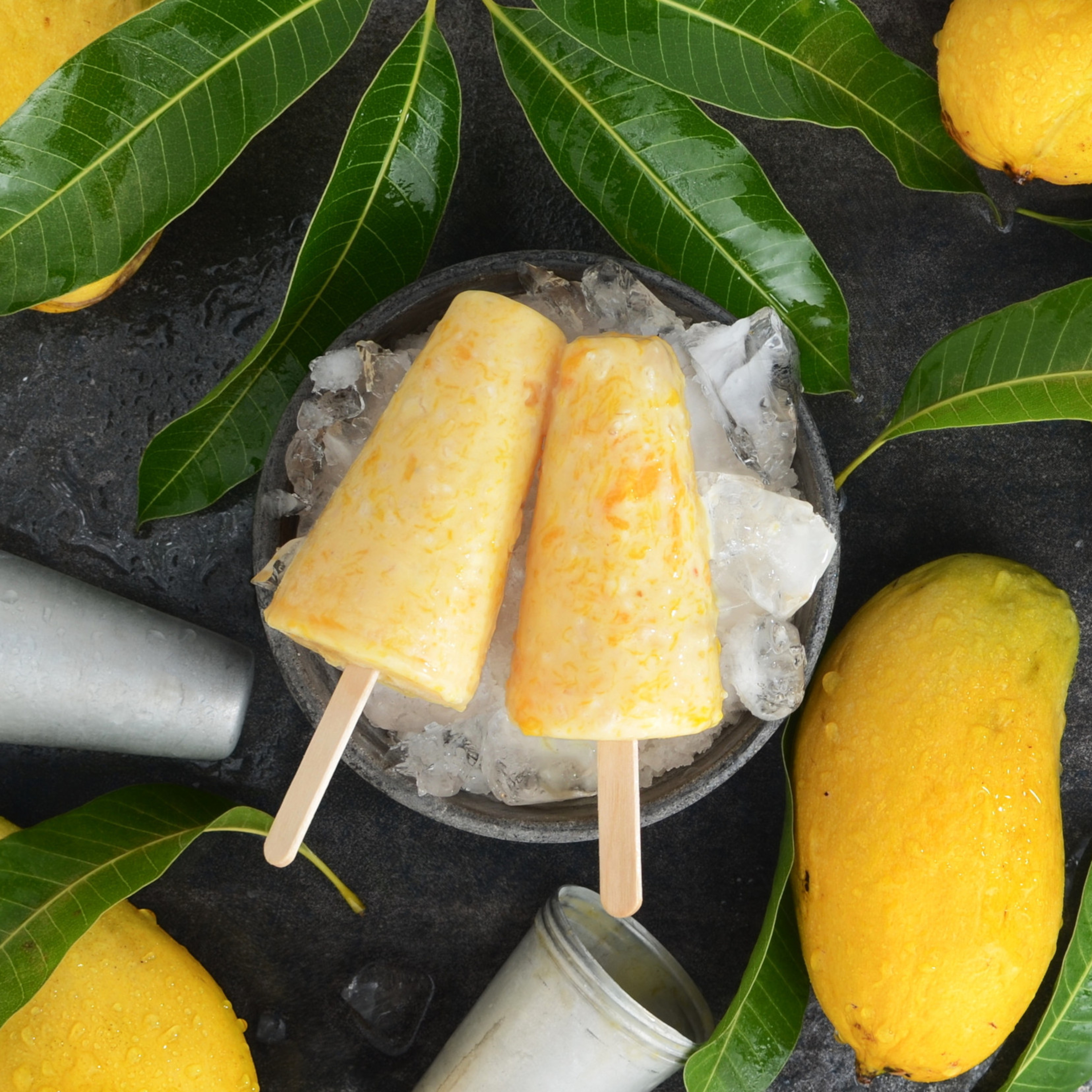
Манговый кульфи
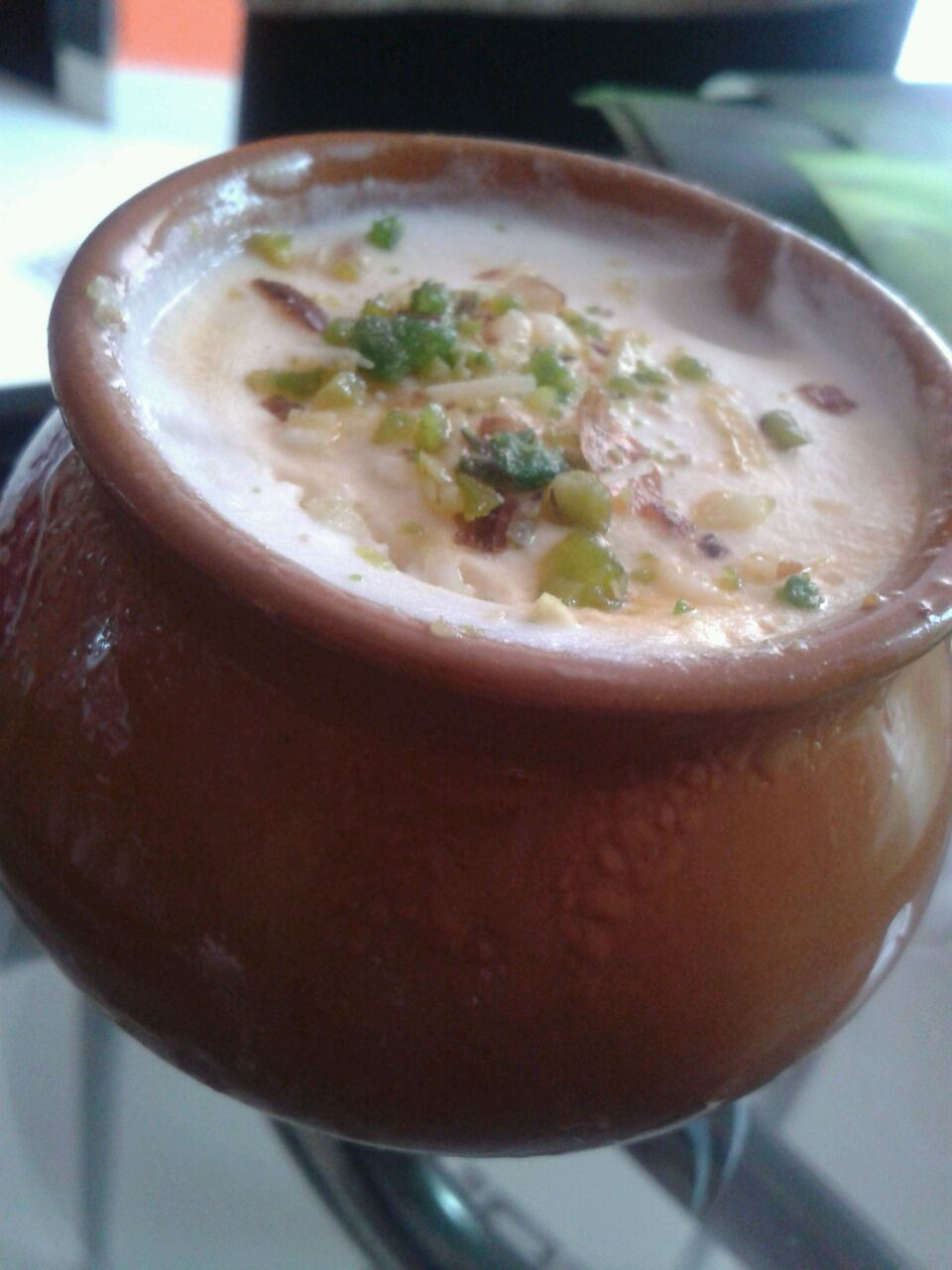
Кульфи в горшочке, сервированное традиционным образом